# ゆうきゆう
ゆうき ゆうは、日本の精神科医、心理学者、マンガ原作者。ゆうメンタルクリニック創設者・理事長でもある。 
日本で病院グループを経営する精神科医で、医師業のかたわらマンガ、心理学・精神医学の書籍を出す。原作を手掛けた『マンガで分かる心療内科』（全29巻）は、若い世代を中心に支持され、シリーズ累計300万部を超えるベストセラーになっている。
今までに受けた取材件数は2000件を超える。ゆうきゆうはペンネーム。「勇気を持って、有休のようなゆったりした日々をみんなで送りたい」という願いのもとに名付けられた。
医師としては、ゆうメンタルクリニック創設者でもある。
そのほか、メールマガジンの執筆、ウェブサイトの運営もしている。

## 経歴
神奈川県出身。桐蔭学園高等学校卒業後、東京大学理科三類に現役入学し、東京大学在学中に漫画研究会と「お笑い」をやっていた。東京大学医学部医学科卒業。2000年頃に「ゆうきゆう」の筆名で、メールマガジン「セクシー心理学」を皮切りにしてメディア活動をはじめた。絵が得意なメールマガジン読者に声をかけ、漫画製作をはじめた。
東京大学医学部附属病院で研修の後、同精神科医局、千葉の精神科病院勤務などを経て、2008年に「ゆうメンタルクリニック（現在は「上野院」）」を開院し、公式サイトで『マンガで分かる心療内科』の発表もはじめた。
コミュニケーションスキルを上げる講座や、漫画家向けのメンタル維持の講演も行い、東京大学・一橋大学・慶應大学等の学祭で講演会も行う。「心理士認定講座」・「ゆうストレスチェック」も展開。
ゆうメンタルクリニックは上野院、池袋院、新宿院、渋谷院、秋葉原院、銀座新橋院(2020年12月でグループ院に統合)、品川院、横浜院、大宮院、大阪院、千葉院、神戸三宮、京都院、名古屋院を開院。
皮膚科の診療を行うゆうスキンクリニックも、池袋院、上野院、新宿院、横浜院も開院。
リワークセンター3院を開設し、現在に至る。

## 活動
精神科医としては2008年「つらいときに、すぐ」受診できる「ゆうメンタルクリニック（現在は医療法人上桜会ゆうメンタルクリニック上野院）」を開院。2014年には、「医療法人社団 上桜会 東京脱毛クリニック（ゆうスキンクリニック）」も開院し、理事長 および総院長を務めている。医師業の傍ら心理学関係のサイトなども運営する。
研修医時代から発行していたメルマガ「セクシー心理学」は、読者16万人（2014年時点では7万人以上）。自身が運営するwebサイト(心理学ステーション)は、1億ヒット超え 。
漫画原作者として『マンガで分かる心療内科』などを手がけるほか、作家としてSFやライトノベルなども発表している。
心理学研究家としては、『相手の心を絶対に離さない心理術』など100冊前後の心理学・心理学テクニック・悩み相談に関する書籍などを発行している。またニンテンドーDS『まいにちコロビクス DSセラピー』などソフト開発の監修にも携わった。
『ほっとひといき、自律神経が安らぐ音楽』CDのブックレットにメンタルケアの解説を書く。

### ゆうメンタルクリニック
ゆうきは2008年からゆうメンタルクリニックを開院。ゆうメンタルクリニックは2013年時点で医師約50人、カウンセラー約80人を擁する。ゆうきはカウンセリングを重視しており、4院で年間7万件のカウンセリングが行われている。2024年現在では、ゆうメンタルクリニック・ゆうスキンクリニックグループは、 都内近郊・関西にグループ院15院で診察しており、医師65名、心理士83名、スタッフ（ナース含む）105名が現役で働いているクリニックグループとなっている。

## 漫画原作者としての作風
ゆうきの発言によると、自身の作風はあさりよしとおの影響を受けている。
ゆうきの『マンガで分かる心療内科』について、田中圭一が「ギャグマンガとしての完成度が非常に高い」と2015年に評した。

## 評価
- 「まぐまぐメルマガ大賞」で4年連続No.1を受賞[14]。
  - メールマガジンに対して、「まぐまぐメルマガ大賞」総合大賞、各賞受賞：2004[15]、2005[16]、2006[17]、2007[18]、2008[19]、2014[20]、2016[21]。

## 著作

### 心理学関係の書籍
- セクシーサトラレ学 つい気持ちを飲み込んでしまうあなたへ（イラスト：佐藤マコト、講談社（ピース KC）、2004年）
- 「ひと言」で相手の心をつかむ恋愛術 恋が思いどおりになる16の心理テクニック（PHP研究所、2005年）
- メルマガで人気者になろう!今日からはじめるメルマガ超入門 大和書房（2005年）
- 5秒で好かれる心理術（PHP研究所、2006年）
- モテる人の法則―あなたをゼッタイ恋愛じょうずに変えるミラクル心理術（白夜書房、2006年）
- これは使える!心理テスト 3秒で相手の“心の中”が読める!（三笠書房、2007年）
- ゆうきゆうのこころのサプリ（サンマーク出版、2007年）
- 精神科医ユウの女王日記（インデックス・コミュニケーションズ、2007年）
- 相手の心を絶対にその気にさせる心理術（ソフトバンククリエイティブ、2007年）
- 打たれ弱〜いビジネスマンのための ゆうき式 ストレスクリニック（ナナ・コーポレート・コミュニケーション、2008年）
- やられっぱなしで終わらせない! ことばのゲリラ反撃術（すばる舎、2008年）
- 「ひと言」で相手の心を見抜く技術（PHP研究所、2008年）
- 2秒で本音がわかる心理術（青春出版社、2008年）
- すぐに使える心理テク（PHP研究所、2008年）
- 「第一印象」で失敗したときの本 起死回生の心理レシピ100（マガジンハウス、2008年）
- 3秒で好かれる心理術（PHP研究所、2009年）
- 妊娠中 夫の浮気防止バイブル（大徳直美共著、ジュリアン、2009年）
- 出会いでつまずく人のための心理術 また会いたい人に必ず変わる心理カルテ12（ナナ・コーポレート・コミュニケーション、2009年）
- 自分の心を絶対にやる気にさせる心理術（海竜社、2009年）
- 勇気が出るゆうき式マジックワード（中経出版、2009年）
- 相手の心の中が怖いくらい見える心理術 仕事にも遊びにも使える!18のメソッド（三笠書房、2009年）
- もうひと押しができない!やさしすぎる人のための心理術（日本実業出版社、2010年）
- こっそり使える恋愛心理術（大和書房、2010年）
- 心理学入門―心のしくみがわかると、見方が変わる（学研教育出版、2010年）
- 相手の心理を自在にあやつる技術（大和まや共著、日本実業出版社、2010年）
- ［図解］不思議と相手の心をつかめる心理術（PHP研究所、2011年）
- ちょっとアブナイ心理学（大和書房、2011年）
- 相手の性格を見抜く心理テスト ゆうきゆうのキャラクタープロファイリング（イラスト：ソウ、マガジンランド、2011年）
- 相手の心を一瞬でつかむ心理術（海竜社、2012年）
- 相手の心をさりげなくつかむ!心理術 必ず好かれる! YESと言わせる! 即効テク24（三笠書房、2012年）
- 夢をかなえる勉強術（ソフトバンククリエイティブ、2013年）
- やりたいことをぜんぶ実現する方法（海竜社、2013年）
- 「なるほとど!」とわかる マンガはじめての心理学（西東社、2014年）
- 人生を好転させるシンプルな習慣術（海竜者、2015年）
- 子どもゴコロの心理学（ベストセラーズ、2015年）
- めんどうな人をサラッとかわす本（三才ブックス、2015年）
- 「なるほど!」とわかる マンガはじめての嘘の心理学（西東社、2015年）
- 成功率80%超! ［ゆうき式］満腹なのにみるみるやせるダイエット （大和出版、 2015年）
- やりたいことを次々と実現する人の心理術（キノブックス、2017年）
- ちょっとだけ・こっそり・素早く「言い返す」技術（王様文庫、2017年）
- いい人で、ついつい「損をしちゃう」アナタへ（ゴマブックス、2018年）
- 逃げ出す勇気 自分で自分を傷つけてしまう前に（角川新書、2018年）
- ちょっとやそっとじゃ「凹まない」技術 (王様文庫、2018年）
- 相手の心を離さない超心理テクニック（ゴマブックス、2018年）
- 一言で男心をつかむ31の超心理学フレーズ: 男は赤ちゃんだ!! 1日1分で心理学（ハートブックス、2019年）
- ストレスに打たれ強くなる 31の心理学技術: 1日1分で誰でも身につく! 1日1分で心理学（ハートブックス、2019年）
- 瞬時にやる気を燃やす 31の心理学技術: 1日1分でマスター！ 1日1分で心理学（ハートブックス、2019年）
- 「いいね!」の魔力 認められたい心理のヒミツ（海竜社、2020年）
- イラスト図解 サイコパス（監修、[日東書院本社]、2020年）台湾版(2021年)
- 「ストレスは身体に悪い」と考えるのが間違い！（「impress QuickBooks®」（インプレス・クイックブックス）、2020年）
- 「結婚5年目の心理学」 (監修、マルコ社、2020年）
- 困った相手から自分を守る技術(監修、宝島社、2021年)
- ゆうきゆう『すてひろ』式創作のすすめ (トークメーカー新書、 Kindle版、2021年）
- 眠れなくなるほど面白い 図解 ストレスの話: 今日すぐできる!即効 ストレスリセット法を精神科医がすべて解説!(監修、日本文芸社、2021年)
- 社会不安障害を学び緊張しない自分になる (監修、日本能率協会マネジメントセンター、2021年)
- なるほど心理学: 人と自分の心を動かす! (監修、学研プラス、 2021年)
- 才能も気力もないけど、やりたいことをぜんぶ実現する方法 (王様文庫 C 47-6 、2021年)
- 心理学的に正しい! 人に必ず好かれる言葉づかいの図鑑　(監修、　宝島社、 2021年)
- 『心療内科の名医が教える 怒り、不安がすぐ消える 魔法の感情整理術』(監修、日本文芸社 、2022年)
- 心の不調がみるみるよくなる本 （監修、日本文芸社 、2022年)
- 『人生を好転させるシンプルな習慣術 』(ディスカヴァー・トゥエンティワン Kindle版　2023年)
- 心を癒す、静める、整える 立体マンダラ ヒーリング切り絵（監修、日本文芸社　2023年)
- ココロの悩みがスッキリする マンガ 心理学大全 （監修、西東社　2023年)
- リーダーシップの世界的名著が2時間でわかる 影響力の武器見るだけノート （宝島社　2023年)
- 人のココロの裏を読む マンガ ズルい心理学大全 （監修、西東社　2023年)
- 人づきあいがラクになる マンガ 人間関係の心理学大全  （監修、西東社　2024年)
- 「しんどい心」がラクになる本: 生きやすくなる55の考え方 (監修、王様文庫　2024年)
- 人間関係リセット症候群 単行本 – （内外出版社　2024）
- リーダーシップの世界的名著が2時間でわかる 影響力の武器見るだけノート(監修、宝島社　2025年)
- 知れば明日の“わたし”が変わる　マンガ　自分の心理学大全 [マンガ心理学シリーズ](株式会社西東社／seitosha　2025年)

#### オーディオブック
- 相手の心を絶対に離さない心理術（ナレーション：小野慶子、オトバンク、2018年）
- 相手の心を絶対に見抜く心理術（ナレーション：安田将吾、オトバンク、2018年）
- 相手の心を絶対にその気にさせる心理術（ナレーション：安田将吾、オトバンク、2018年）

#### Audible
- 人のココロの裏を読む マンガ ズルい心理学大全 Audible Logo Audible版 – 完全版（ナレーション竹内 圭、株式会社西東社 2024年）

### ライトノベル
- 心理学で異世界ハーレム建国記（MF文庫J、イラスト：Blue_Gk、2018年5月 - 刊行中、既刊2巻）

### SF小説
- モテロボ（キノブックス、イラスト：ソウ、2015年7月)

### 漫画原作

#### ソウ作画の作品
ソウはネット上でゆうきゆうと知り合い、そのオファーを受けて初めて本格的な漫画を描き始めた。
- 心理研究家ゆうきゆうのスーパーリアルRPG―マンガで分かる理想と現実の115の違い（マガジンランド、2007年、単巻）
- おとなの1ページ心理学（『月刊ヤングキング』連載、少年画報社、2009年 - 2014年） 単行本全6巻
- おとなの1ページ心理学（１） (2009/07/21)
- おとなの1ページ心理学（２） (2010/04/08)
- おとなの1ページ心理学（３） (2011/04/01)
- おとなの1ページ心理学（４） (2012/04/19)
- おとなの1ページ心理学（５） (2013/04/22)
- おとなの1ページ心理学（６）（2014/04/28）
- マンガで分かる心療内科（『ヤングキング』連載、少年画報社、2010年 - ） 単行本既刊31巻（通巻）+7巻（番外）（2025年3月24日現在）
  - マンガで分かる心療内科 番外編 〜アンガー・マネジメント〜（『月刊ヤングキングアワーズGH』連載、少年画報社、2021年 - 2022年、全1巻：上記番外に含む）
- マンガで分かる心療内科（1）（2010/5/12）
- マンガで分かる心療内科（2）（2014/5/16）
- マンガで分かる心療内科（3）（2014/5/16）
- マンガで分かる心療内科（4）（2014/5/16）
- マンガで分かる心療内科（5）（2014/9/19）
- マンガで分かる心療内科（6）（2014/9/19）
- マンガで分かる心療内科（7）（2014/9/19）
- マンガで分かる心療内科（8）（2015/1/9）
- マンガで分かる心療内科（9）（2015/1/9）
- マンガで分かる心療内科（10）（2015/1/9）
- マンガで分かる心療内科（11）（2015/2/23）
- マンガで分かる心療内科（12）（2015/5/25）
- マンガで分かる心療内科（13）（2015/12/28）
- マンガで分かる心療内科（14）（2016/9/26）
- マンガで分かる心療内科（15）（2018/6/25）
- マンガで分かる心療内科（16）（2019/4/8）
- マンガで分かる心療内科（17）（2019/11/29）
- マンガで分かる心療内科（18）（マインドフルネス編）   （2020/5/29）
- マンガで分かる心療内科（19）（ゲーミフィケーション編）（2020/9/14）
- マンガで分かる心療内科（20）（2021/3/29）
- マンガで分かる心療内科（21）（2021/7/30）
- マンガで分かる心療内科（22）（2021/11/29）
- マンガで分かる心療内科（23）（依存症学園編）（2022/3/28）
- マンガで分かる心療内科（24）（2022/7/29）
- マンガで分かる心療内科（25）（ニーチェ編）（2022/11/28）
- マンガで分かる心療内科（26）（2023/3/27）
- マンガで分かる心療内科（27）（薬物依存症編）（2023/7/28）
- マンガで分かる心療内科（28）（認知症編）（2023/11/27）
- マンガで分かる心療内科（29）（●●でうつになった話）（2024/3/25）
- マンガで分かる心療内科（30）（ADHD先延ばし改善編）（2024/7/29）
- マンガで分かる心療内科（31）（戦国健康ダイエット編）（2025/3/24）
- モテるマンガ（『ヤングコミックチェリー』・『ヤングコミック』連載、少年画報社、2013年 - ） 単行本既刊5巻
- モテるマンガ（１）(2013/11/11)
- モテるマンガ（２）(2014/11/25)
- モテるマンガ（３）(2016/07/11)
- モテるマンガ（４）(2016/11/28)
- モテるマンガ（５）(2017/07/24)
- マンガで分かる肉体改造（『月刊ヤングキングアワーズGH』連載、少年画報社、2014年 - ） 単行本既刊6巻
（糖質制限編、美肌・スキンケア編、湯シャン編、糖質制限&肉食主義編、短眠編、免疫力アップ編）
- 心理学は役に立たない!?（『月刊ヤングキングアワーズGH』連載、少年画報社、2016年 - ） 単行本既刊3巻
  - 中国語版あり
- マンガで分かる愛される心理術（少年画報社、2018年） 単行本全1巻
- 真実のカウンセリング（少年画報社 ヤングキングコミックス） 既刊1巻（2020年10月26日現在）
- ナゾトキ街歩きゲーム『池袋謎解き街歩き』 マンガ仕立ての謎解きキット(2021年4月11日-)
- マンガで分かるネットリテラシー（誹謗中傷編）Kindle版 ゆうきゆう (著), ソウ (イラスト), グリー株式会社 (編集)2024年5月8日
- マンガで分かるネットリテラシー（SNS児童被害編）Kindle版 ゆうきゆう (著), ソウ (イラスト), グリー株式会社 (編集)2024年5月8日
- マンガで分かるネットリテラシー（フェイクニュース編）Kindle版 ゆうきゆう (著), ソウ (イラスト), グリー株式会社 (編集)2024年5月8日
- マンガで分かるネットリテラシー（闇バイト編）Kindle版 ゆうきゆう (著), ソウ (イラスト), グリー株式会社 (編集)2024年5月8日
- マンガで分かるネットリテラシー（AI編）Kindle版 ゆうきゆう (著), ソウ (イラスト), グリー株式会社 (編集)2024年7月8日

#### その他の漫画家との作品
- マンガ 大人の心理学－絶対相手をトリコにする心理術（画：OXygen、オーエス出版、2003年）
- マンガ相手の心を絶対につかまえる心理術ハイパー（作画：山上正月、海竜社、2007年、単巻）
- マンガで分かる逆転発想勉強術（作画：まったくモー助、WEBヤングキング（ソク読み）連載、2015年 - 2017年） 単行本全2巻（少年画報社）
- マンガで読む心のクスリ（作画：長月みそか、『月刊ヤングキングアワーズGH』連載、少年画報社、2016年 - 2017年） 単行本全1巻
- マンガで分かる ゆうきゆう式ストレスクリニック（作画：EDO、『ヤングコミック』連載、少年画報社、2018年 - 2019年） 単行本上下巻
- 心理学で異世界ハーレム建国記（作画：とんぷう、キャラクター原案：Blue_Gk、『マンガUP!』配信、スクウェア・エニックス、2019年 - ） 単行本既刊1巻 ※上記ライトノベルの漫画化
- 一言で女心をつかむ31の超心理学フレーズ: 告白はただの命令です! 1日1分で心理学 (作画：ゆきまる、ハートブックス、2019年）
- マンガ版 ちょっとだけ・こっそり・素早く「言い返す」技術 （マンガ：Jam、三笠書房、2020年） ※上記著作の漫画版。ゆうきゆうは著者（「著」）表記
- マンガで分かることわざ・故事成語（作画：EDO、少年画報社（マンガDX+）、2020年）
- マンガでわかる! 気分よく・スイスイ・いい方向へ「自分を動かす」技術（イラスト： Jam 、三笠書房、2021年）
- マンガで分かることわざ・故事成語 上 (上巻) 下 (下巻)（イラスト：EDO 、YKコミックス、2021年）
- うつネコとハムスター（イラスト：  園太デイ 、ヤングキングコミックス、2021年）
- マンガでわかる!「わたし、発達障害かも?」生きるのがラクになる「話し方」あります (ゆうきゆう (著), Jam (著, イラスト)三笠書房、2023年）

#### 漫画原案
- マンガ 敏感すぎて、「毎日がしんどい」を解決する5つのメンタル術（作画：涼原ミハル、主婦の友社、2018年、単巻）
- SUPER MOTIVATION !!: -31 psychological techniques to motivate yourself- (1 Minute a Day for Psychology) (English Edition) Kindle版

#### 漫画監修
- お茶の子サイコロジー マンガでわかる恋愛心理術（漫画：茶畑るり、『まんがタイムオリジナル』連載、芳文社、2007年ごろ） 単行本全1巻（小学館）
- ゆうきゆうのマンガ恋愛心理術（作画：鮭夫、少年画報社、2015年、単巻）
- 俺のうつ嫁が、めんどかわいい。 (著者: 門瀬粗　富士見書房　2015年、単巻）
- マンガでわかる! ホンネを見抜く心理学（西東社、2017年、単巻）
- マンガでわかる! 心理学超入門（西東社、2017年、単巻）
- 「死ぬくらいなら会社辞めれば」ができない理由（監修・執筆協力、著者：汐街コナ、あさ出版、2017年、単巻）
- マンガでわかる! 対人関係の心理学（西東社、2019年、単巻）
- 実録コミック うつでも介護士: 崖っぷち人生、どん底からやり直してます。（著者：渡辺河童、合同出版、2019年、単巻）
- うつ妊！～私、妊娠しちゃダメですか？ （著者：月ヶ瀬ゆりの、BE・LOVEコミックス、 2019年（１～５巻））
- マンガ 自分を5割増しで見せる心理学（宝島社 (TJMOOK)、2020年)
- しんどい心にさようなら 生きやすくなる55の考え方 （著者：きい、KADOKAWA　2020年、単巻)

### アニメ
- アニメで分かる心療内科（原作）

### YouTube
- ゆうきゆうセクシー心理学

### TV
- ココロのナカイ ドクターが作った心理テスト
- 毎日放送「やすともとニュースな人」
- フジテレビ「ぽかぽか」

### ラジオ
- ラジオで分かる心療内科
- FMヨコハマ ちょうどいいラジオ

## イベント

### フェス
・東京こころフェス　疲れたこころ・からだを、エンタメ×心理×医学の力で癒すフェスティバル（2024年12月）

### 講演会
- 武田薬品工業株式会社主催　第1回（2024年7月）第２回(2025年1月)
- ヴィアトリス製薬合同会社主催（2024年10月）
- エーザイ株式会社主催（2024年11月）
- 共和薬品工業株式会社(2025年2月)

### 脱出ゲーム
- 妄想と幻覚の世界からの脱出（2019年6月23日・6月29日）
- マインドコントロールからの脱出〜タピオカ教団の野望（2019年8月31日・9月1日）
- 永遠に繰り返すデートからの脱出〜僕は君に1000回フラれる（2019年11月23日）
- 池袋謎解き街歩き(2024年4月～)